# Dẻ ngựa Nhật Bản
Dẻ ngựa Nhật Bản, tên khoa học Aesculus turbinata, là một loài thực vật có hoa trong họ Bồ hòn. Loài này được Blume mô tả khoa học đầu tiên năm 1847.

## Hình ảnh

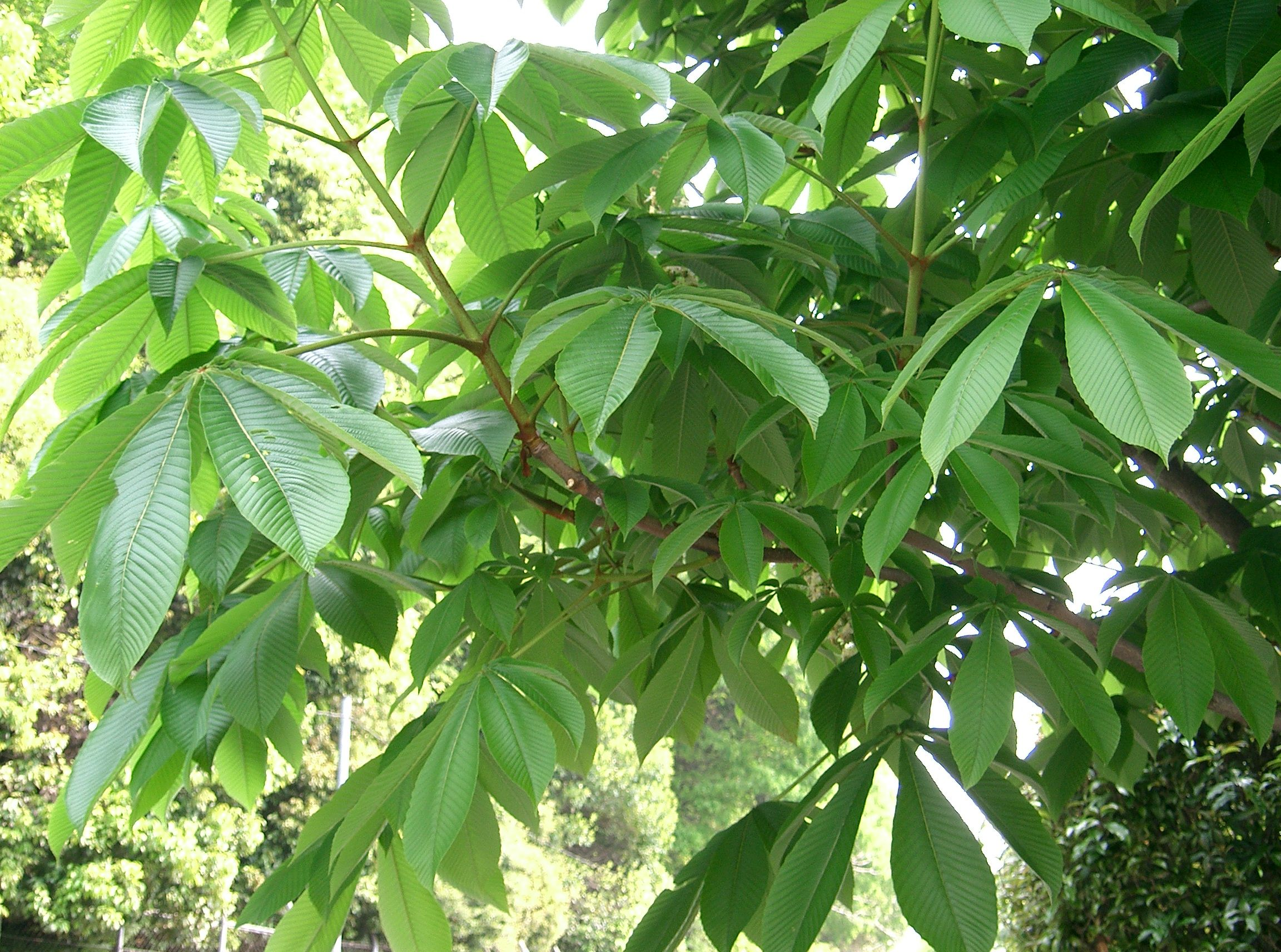
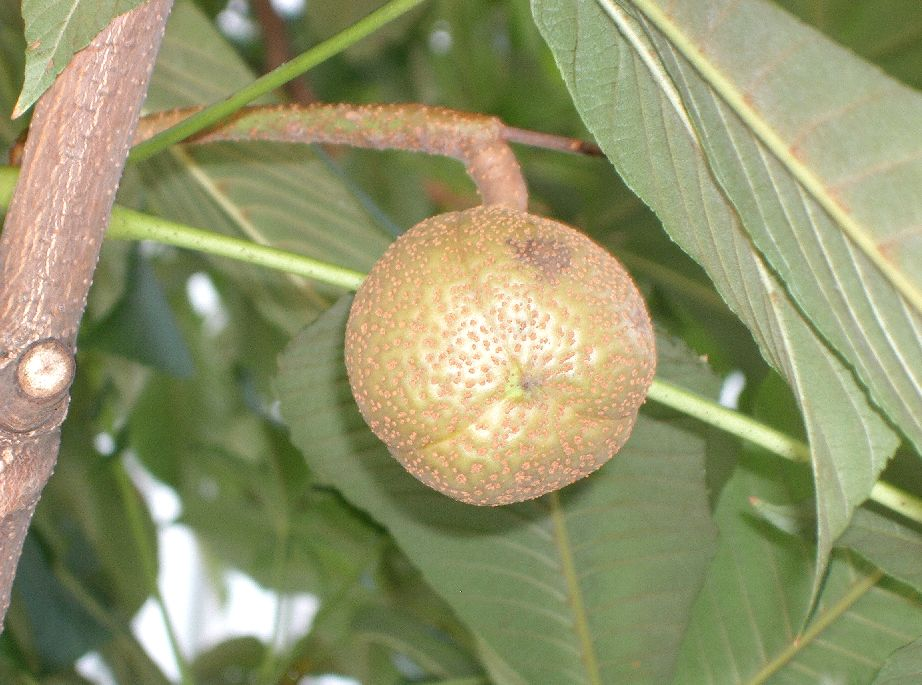
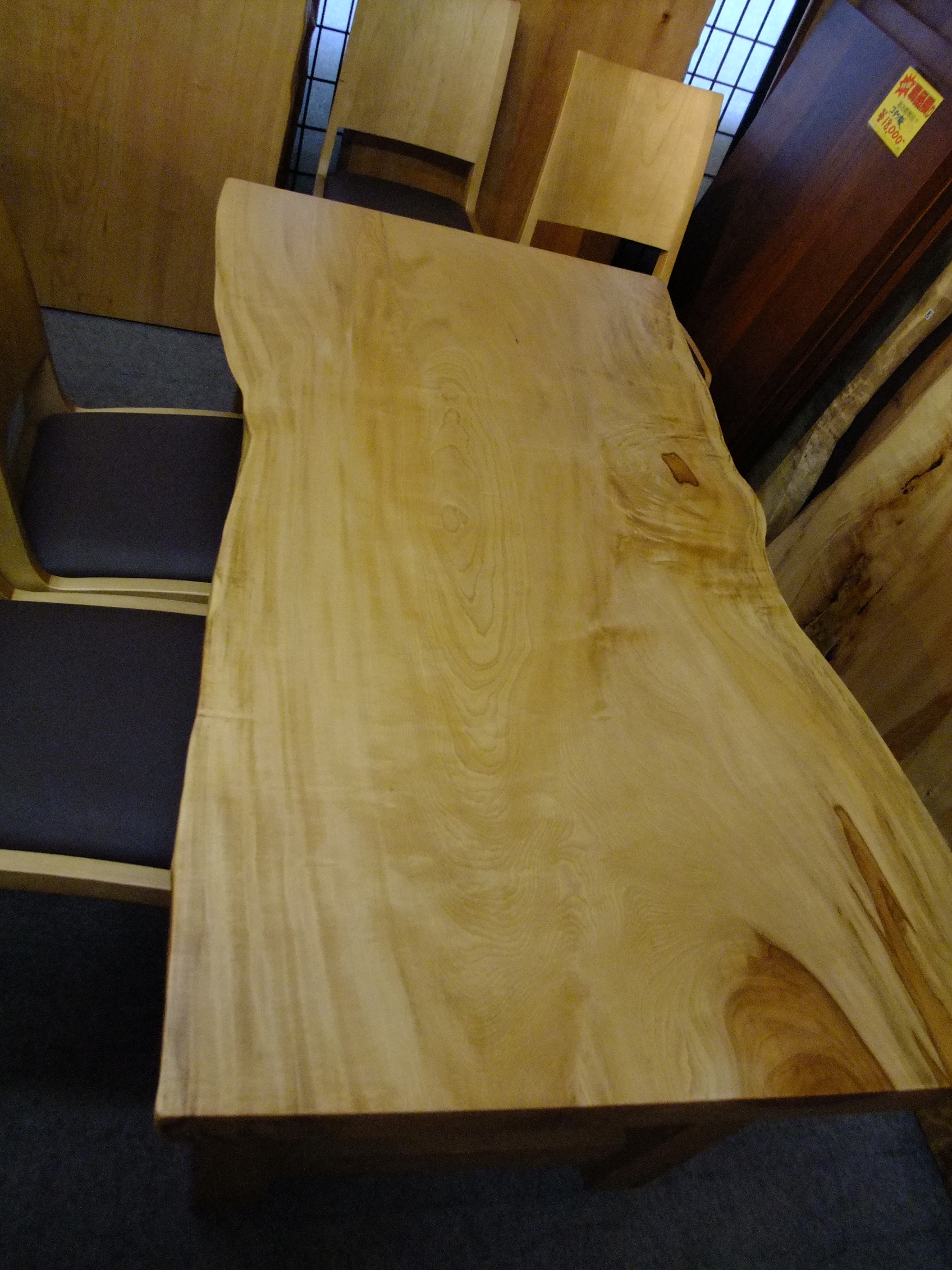